# Hakoah Sydney City East FC
Maillots
Le Sydney City Soccer Club est un club de football basé à Sydney.
Le club est fondé en 1939 sous le nom de Sydney Hakoah par des membres de la communauté juive de Sydney.  De 1977 à 1987, le club évolue dans le Championnat d'Australie de football sous le nom d'Eastern Suburbs (1977-1979) puis de Sydney City (1979-1987). 
Le club disparaît en 2009.

## Palmarès
- Coupe d'Océanie des vainqueurs de coupe (1)
  - Vainqueur : 1987

- Championnat d'Australie (4)
  - Champion : 1977, 1980, 1981 et 1982
  - Vice-champion : 1978, 1983 et 1985

- Coupe d'Australie (1)
  - Vainqueur : 1986

- Le club est classé deuxième meilleur club de football océanien du XXe siècle par l'IFFHS

## Anciens joueurs
- Gerry Gomez
- Doug Holden
- Bill Hume